# Charles La Trobe
Charles La Trobe (ur. 20 marca 1801 w Londynie, zm. 4 grudnia 1875 w Litlington) – brytyjski podróżnik i administrator kolonialny, pierwszy zarządca Wiktorii po uzyskaniu przez nią administracyjnej odrębności.

## Życiorys
Urodził się w stolicy Anglii jako potomek francuskich hugenotów. Wykształcenie zdobył w Szwajcarii, gdzie chętnie oddawał się też wspinaczce wysokogórskiej. W latach 1832–34 podróżował po USA i Meksyku. Wydał kilka książek opisujących jego wyprawy zarówno w Alpach, jak i za oceanem. W 1837 wstąpił do służby kolonialnej i początkowo został wysłany na Karaiby, gdzie miał przygotować raport na temat perspektyw edukacyjnych dopiero co wyzwolonych niewolników. Następnie trafił do położonej na kontynencie australijskim kolonii Nowa Południowa Walia, gdzie został zarządcą w randze superintendenta dystryktu Port Phillip, położonego na południowym krańcu kolonii. W czasie jego rządów na podlegającym mu terenie nasiliły się ruchy separatystyczne, żądające utworzenia tam niezależnej kolonii. Uległy one intensyfikacji po odkryciu w okolicy złota, co przyciągnęło ogromne rzesze nowych mieszkańców.
W 1851 region - nazwany od imienia panującej monarchini Wiktorią - uzyskał daleko idącą autonomię w ramach Nowej Południowej Walii, zaś La Trobe został podniesiony do rangi gubernatora porucznika (lieutenant governor). La Trobe uważał, że ma za mało doświadczenia w administracji, aby pełnić tak wysokie stanowisko, dlatego w grudniu 1852 przesłał do Londynu swoją rezygnację. Ze względu na dużą odległość od metropolii jego następca, Charles Hotham, przybył na miejsce dopiero w 1854 i to pod jego rządami Wiktoria stała się w pełni samodzielną kolonią.
Pod koniec pobytu w Australii żona La Trobe’a, Sophie - z pochodzenia Szwajcarka - ciężko zachorowała. Leczenie w Anglii nie przyniosło rezultatów i wkrótce po powrocie do kraju zmarła. La Trobe poślubił półtora roku później swoją owdowiałą szwagierkę Rose Isabelle. Przeżył jeszcze dwadzieścia lat, utrzymując się z dochodów przynoszonych przez dobra, jakie kupił w Melbourne, oraz z przyznanej mu dożywotniej państwowej pensji. Nosił się z zamiarem napisania książki wspomnieniowej na temat swych doświadczeń gubernatorskich, ale na przeszkodzie stanęła mu stopniowa utrata wzroku, jakiej doświadczył na starość. Zmarł w 1875 w wieku 74 lat, został pochowany na przykościelnym cmentarzu blisko swego domu w hrabstwie Sussex.

### Upamiętnienie
La Trobe jest patronem wielu miejsc i instytucji w stanie Wiktoria, m.in. ulicy w centrum Melbourne, uniwersytetu (La Trobe University), okręgu wyborczego, Doliny Latrobe i góry Mount LaTrobe.